# Aitor Ocio
Aitor Ocio (né le 28 novembre 1976 ) est un footballeur espagnol.

## Carrière
Le 21 mai 2012, Aitor Ocio annonce qu'il met un terme à sa carrière de joueur.

## Clubs successifs
- 1998-1999 :  Sociedad Deportiva Eibar
- 1999-2000 :  Albacete Balompié
- 2000-2001 :  Osasuna Pampelune
- 2001-2003 :  Athletic Bilbao
- 2003-2007 :  Séville FC
- 2007-2012 :  Athletic Bilbao[1],[2]

## Palmarès
- Séville FC
  - Vainqueur de la Coupe de l'UEFA (2) : 2006, 2007
  - Vainqueur de la Supercoupe de l'UEFA : 2006
  - Vainqueur de la Coupe d'Espagne : 2007
- Athletic Bilbao
  - Finaliste de la Coupe d'Espagne : 2009